# Leonard Crossley
Leonard Crossley (Inglaterra, 1883) fue un futbolista inglés. Jugaba de portero y la mayoría de su carrera la hizo en el Central Uruguay Railway Cricket Club de Uruguay. 

## Trayectoria
Su primer club fue un cuadro de la Segunda División de la liga inglesa. Taquígrafo de profesión, en el año 1906 llegó a Montevideo junto a Charles W. Bayne como enviados de la empresa inglesa ferroviaria para, que el segundo, fuera denominado administrador general del Central Uruguay Railway. En su primera visita a los talleres de la compañía Crossley relató su breve pasaje por el fútbol de su país:
"Yo jugaba en segunda división profesional en Londres. Un sábado, después de un partido, se me acercó un caballero, me felicitó por mi juego y lamentó que no fuera diez centímetros más alto. De lo contrario debutaría inmediatamente en primera división, en el Everton. Por eso estoy en América, señor, por diez centímetros de menos".
El equipo deportivo de la empresa, el CURCC, participaba año tras año en la Liga Uruguaya de Foot-ball y en el año 1905 se había consagrado campeón invicto. Crossley se incorporó a ese plantel siendo suplente del golero Pancho Carbone. Al año siguiente vería su oportunidad de triunfar como golero principal debido a la designación de Ceferino Camacho como capitán del team.
Crossley introdujo novedades, que vistas a más de un siglo de distancia cuesta creer que no hayan nacido con el fútbol mismo. Su contemporáneo Cayetano Saporiti, arquero de Wanderers y la selección explicó que "hasta la llegada de Crossley, los arqueros trataban de alejar el peligro a puñetazos y a puntapiés. (…) Había que cuidarse mucho de las embestidas de los contrarios, no siendo difícil que en más de una ocasión fuéramos a dar al fondo de la red junto con la pelota y el centrodelantero adversario". Crossley atajaba la pelota, la detenía con las dos manos o la embolsaba; se arrodillaba para recoger los tiros rastreros. Además, la sacaba hacia un compañero en vez de simplemente patearla; todas novedades.
Más de una vez fue retirado del campo desmayado o herido. Repasando la integración del equipo carbonero en aquellos años pueden constatarse sus reiteradas ausencias a causa de las lesiones ocasionadas por la violencia de los rivales. Incluso en una ocasión corrió el rumor de su muerte.
Crossley se recuperó y siguió atajando en el Curcc. El 14 de diciembre de 1913, la directiva había sancionado a la mayoría de los jugadores, por un acto de indisciplina, y presentó, ante Nacional un equipo de suplentes, salvo Crossley. El partido, jugado frente a siete mil espectadores, terminó empatado en dos goles y le dio el campeonato a River Plate.
En la noche anterior, el mismo Crossley, como dirigente, había participado de la Asamblea que terminaba de desvincular al club del Ferrocarril Central. Jugó hasta 1916 y al año siguiente fue declarado socio honorario de Peñarol; integró los cuadros dirigentes durante varias décadas; llegó a ser tesorero del club en 1935-1936 y uno de los fundadores del Colegio de Árbitros. Jugó al cricket por el M.V.C.C. También fue particípe de la directiva del Golf Club en el año 1930.

## Clubes
| Club            | País    | Año             | Partidos Oficiales |
| --------------- | ------- | --------------- | ------------------ |
| CURCC / Peñarol | Uruguay | 1906-1913; 1916 | 98                 |

## Palmarés

### Campeonatos nacionales
| Título              | Club  | País    | Año  |
| ------------------- | ----- | ------- | ---- |
| Campeonato Uruguayo | CURCC | Uruguay | 1907 |
| Campeonato Uruguayo | CURCC | Uruguay | 1911 |

### Torneos internacionales
| Título                  | Club  | País    | Año  |
| ----------------------- | ----- | ------- | ---- |
| Copa de Honor Cousenier | CURCC | Uruguay | 1909 |
| Copa de Honor Cousenier | CURCC | Uruguay | 1911 |